# Grindelia robusta
La grindelia, Grindelia robusta, es una planta de la familia Asteraceae nativa de las zonas húmedas de California.

## Descripción
Es una planta perenne con tallo erecto ramificado, redondo y esponjoso que alcanza 80 cm de altura, con ramas ascendentes que terminan en una inflorescencia. Las hojas son de color verde claro lanceoladas, alternas y finamente dentadas. Los capítulos florales son amarillos, grandes y terminales. El fruto es un aquenio.

## Propiedades
- En Cuba se une esta planta al estramonio para combatir el asma en forma de cigarrillos.
- En pequeñas dosis es diurético.
- Utilizado en infecciones de las vías urinarias.
- Antiinflamatorio indicado para artritis y reumatismo.

## Taxonomía
Grindelia robusta fue descrita por   Thomas Nuttall  y publicado en Transactions of the American Philosophical Society, new series, 7: 314. 1840.
Sinonimia
- Grindelia camporum var. camporum Greene
- Grindelia camporum var. parviflora Steyerm.
- Grindelia paludosa Greene
- Grindelia procera Greene[2][3]